# Kevin Müller
Kevin Müller (Rostock, 15 marzo 1991) è un calciatore tedesco, portiere dell'Heidenheim.

## Palmarès

### Club

#### Competizioni nazionali
- Campionato tedesco di seconda divisione: 1

Heidenheim: 2022-2023